# 홍희덕
홍희덕(洪禧德, 1949년 12월 11일 상주 ~)은 대한민국의 정치가이다. 환경미화 노동자 출신 최초로 국회의원이 되었다. 현재 그의 소속정당은 정의당이다.
경상북도 상주에서 농민의 아들로 태어나 13세부터 목재소 목공, 도로보수원, 우유 배달, 도로 청소 등 해 보지 않은 일이 없다고 한다. 1993년 의정부에서 환경미화원으로 취업했으며, 1998년 민간 위탁 과정에서 임금을 깎이고 동료의 억울한 죽음을 지켜봤다. 그 일을 계기로 노동운동에 뛰어들게 되었다. 1999년 의정부시설관리공단에서 노동조합을 결성하여 사무장을 맡았다. 이후 노동조합의 위원장직을 수행하면서 조직을 충북·경북·부산 지역으로 확대하여 전국적 단위의 조직으로 성장시켰다. 정력적인 노동운동과 민주노동당에 대한 헌신으로 제18대 국회의원 민주노동당 비례대표 2번으로 공천을 받아 5.7%의 정당득표율로 당선되었다. 당시 “850만 비정규직의 피눈물을 닦아내는 투쟁을 국회 안팎으로 벌이겠다”는 결의를 밝힌 바 있다.

## 약 력
- 1978 상경하여 목공소, 도로보수원 등 노동자 생활 함
- 1985 삼양사료 의정부지사에서 노동자로 재직
- 1993 의정부시 환경미화원으로 입사
- 1999 의정부지역 민간 용역업체로 부당 전직 당함
- 1999 의정부시설관리노동조합 결성하여 사무국장
- 2000 경기도 노동조합 초대 사무국장
- 2000 의정부 환경미화원 파업으로 입건, 기소유예
- 2004 경기도 노동조합 3대 위원장
- 2006 전국민주연합노동조합 초대 위원장
- 2008 민주노동당 의정부지역 비상대책위원장
- 2008 민주노동당 국회의원
- 2008 국회환경노동위원회 위원
- 2008 민주노동당 비정규직철폐본부장[3]

## 역대 선거 결과
|  | 5.68% |

|  | 45.46% |